# Stenactyla jokoensis
Stenactyla jokoensis is een keversoort uit de familie moerasweekschilden (Scirtidae). De wetenschappelijke naam van de soort werd in 1931 gepubliceerd door Maurice Pic.